# Pinos (Messico)
Pinos è una municipalità dello stato di Zacatecas, nel Messico centrale, il cui capoluogo è la località omonima.

Mappa del comune di Pinos con le principali località

Conta 69.844 abitanti (2010) e ha una estensione di 3.167,73 km².
Il centro del capoluogo municipale, Pinos, è uno dei beni che compongono il sito seriale Camino Real de Tierra Adentro, percorso stradale storico iscritto nella lista dei Patrimoni dell'umanità dell'UNESCO nel 2010.
La località è stata così denominata per il gran numero di pini presenti.